# Lucien Genin
 (septembre 2014).
Si vous disposez d'ouvrages ou d'articles de référence ou si vous connaissez des sites web de qualité traitant du thème abordé ici, merci de compléter l'article en donnant les références utiles à sa vérifiabilité et en les liant à la section « Notes et références ».
Pour les articles homonymes, voir Genin.
Lucien Genin, né le 9 novembre 1894 à Rouen et mort le 26 août 1953 à Paris, est un peintre français.
Il est connu pour ses vues de Montmartre et Saint-Germain-des-Prés.

## Biographie
Fils d'un plâtrier et d'une couturière, Lucien Genin naît le 9 novembre 1894 dans le quartier de la Croix-de-Pierre à Rouen.
Réformé en 1914, il suit l'enseignement de l'école des beaux-arts de Rouen. Ses professeurs sont Alphonse et Albert Guilloux. Dans le même atelier se trouvaient Alfred Dunet et Michel Frechon, deux futurs noms de l'École de Rouen. Lucien Genin est talentueux et les élèves les plus heureusement doués se voient proposés à l'admission à une école parisienne. Il quitte Rouen et s’inscrit aux Arts déco, rue de l'École-de-Médecine. Il suit les cours du soir de sculpture, composition d'architecture et mathématiques mais préférera très vite, aux rigueurs écolières, la joyeuse compagnie de ses nouveaux amis de l'hôtel du Poirier où il s'est installé. L'un d'eux, Élisée Maclet, en instance de divorce, s'y est réfugié en automne 1919. Arrivé à Montmartre en 1912, après avoir exercé une série de petits métiers, Maclet vit enfin de sa peinture. Il apprendra vite au jeune Normand comment et à qui vendre ses tableaux.
Lucien Genin a 25 ans et s’installe pour de bon à Montmartre. Après l'hôtel du Poirier, Genin se fixe au Bateau-Lavoir. Il partage sa jeunesse avec Ginette, une jeune fille perdue rencontrée là-haut. Lucien Genin travaillera pour Léon Mathot et Henri Bureau et liera amitié avec les peintres Frank-Will, Gen Paul, Émile Boyer, Pierre Dumont, Marcel Leprin, ainsi que Max Jacob et Dorival.
Plus que peintre de Paris, Genin est peintre des Parisiens, de la dévorante passion qui agite tous ses personnages de la grande ville. Il les peint dans les ruelles de Montmartre, dînant le soir place du Tertre, chantant au Lapin Agile, en auto sur les boulevards, badauds entourant haltérophiles et chanteurs des rues ; il les suit sur les bords de Marne aux premiers rayons du soleil et dans le Midi de la France, l'été. Il est tour à tour à Nogent-sur-Marne, à Marseille et Cassis, à Cannes et à Villefranche-sur-Mer. Il est à Douarnenez en 1929 en compagnie de Pierre Colle, Giovanni Leonardi et Max Jacob. Il peint le port de Rosmeur le jour de la fête des filets bleus et expose son tableau au Salon d'Automne de 1930. Il témoigne de la fin des années folles et de la crise mondiale de 1929. En novembre 1929, André Warnod écrit de sa peinture : "Lucien Genin décrit Paris avec une fougue parfois hâtive mais avec un goût plaisant des couleurs vives". Durant ces dix années, il pratique une peinture intelligente, composée, colorée, sensible, habile, délicate, humoristique et cocasse. Un tableau de Lucien Genin obtient en 1932 le prix de l'Art Institute of Chicago.
En 1936, Ginette s'en va. Genin quitte Montmartre pour Saint-Germain-des-Prés, sa « chambre à peindre » est au 16, rue Jacques-Callot et la galerie Bernard, son nouveau marchand, est installée depuis un an au no 8 de la même rue. En 1940, il se réfugie quelques mois à Marseille. En 1941, la Ville de Paris lui achète une gouache et en 1944 René Fauchois présente son exposition à la galerie Bernard. On lit dans Le Journal des arts que « ses gouaches sont prestement enlevées avec un je-ne-sais-quoi de léger, d'improvisé, mélange de fantaisie et de sûreté ».
Genin vit et vend ses gouaches dans le quartier, chez Cailac ou chez Barreiro, chez Anacréon ; Léo Larguier et Maurice Rheims en possèdent.
En 1947, il part une dernière fois pour Cassis et expose à son retour à la galerie Bernard. Il ne quittera plus le quartier des Beaux-Arts. Il peint là-haut dans sa chambre des paysages rêvés sur son chevalet posé sous la fenêtre, là où Robert Doisneau le visite quelques semaines avant sa mort.
Lucien Genin sera immortalisé tel qu'il était en 1953 dans Le Vin des rues de Robert Giraud et Robert Doisneau, paru en 1955, sans un mot sur l'artiste qu'il fut. Lucien Genin meurt le 26 août 1953. Il était entré la veille à l'hôpital Cochin. Amputé d'une jambe gangrenée, il ne survécut pas à l'opération. Grâce à Ginette, son corps ne fut pas inhumé dans la fosse commune. Il est inhumé au cimetière parisien de Thiais.
Une exposition rétrospective est organisée galerie de Seine du 21 mai au 4 juin 1954.

## Œuvres
France
- Granville, musée d'Art moderne Richard-Anacréon.
- Lyon, musée des Beaux-Arts.
- Nogent-sur-Marne, musée de Nogent-sur-Marne.
- Quimper, musée des Beaux-Arts[2].

Suisse
- Genève, Petit Palais.

## Expositions

### Personnelles
- Février 1944, Paris, galerie Bernard.
- 1947, Paris, galerie Bernard.
- 1954, Paris, galerie de Seine.
- 1960, Paris, galerie Aymonier (catalogue).
- 1990, Paris, musée Montmartre (catalogue).
- 2007, mairie du 6e arrondissement de Paris, (catalogue).

### Collectives
- Juin 1929, Paris, galerie Tempo, 18 rue Laffitte (avec Gen Paul, de Lempicka, Lucien Coutaud, Jean Dufy, Pierre Hodé, Pierre Dumont, Osawa et autres) .
- Janvier 1929, Paris, La vie parisienne en 1929 (avec Pavil, Dignimont, Laval et autres).
- Novembre 1929, Paris, salon d'Automne.
- 1933, Rouen, Société des artistes normands.
- Décembre 1935, Paris, galerie Castelucho, exposition Lucien Genin, Gen Paul et Charles Réal.
- Mai 1936, Paris, Grande Chaumière, exposition Lucien Genin et Gen Paul.
- Juillet 1936, Paris, galerie Bernard (avec Foujita, Heuzé, Eberl et Holy)
- 1940, Paris, galerie André, rue des Saint-Pères (avec Jean Dufy, Roger Grillon, Marcel Dyf, Wilder, Zingg, Zendel).
- Février 1944, Paris, Salon des provinces françaises (Avec Othon Friez, de la Villéon et autres)
- mai-juin 2019, Peintres de Montmartre : Gen Paul, André Utter, Edmond Heuzé, Lucien Genin, Suzanne Valadon, Maurice Utrillo, espace culturel Maurice-Utrillo, Pierrefitte.